# Night Music
Night Music è un album in studio del musicista britannico Joe Jackson, pubblicato nel 1994.

## Tracce
1. Nocturne No. 1 – 4:01
2. Flying – 2:48
3. Ever After – 4:42
4. Nocturne No. 2 – 4:07
5. The Man Who Wrote Danny Boy – 5:18
6. Nocturne No. 3 – 4:28
7. Lullaby – 6:20
8. Only the Future – 4:54
9. Nocturne No. 4 – 6:13
10. Sea of Secrets – 5:28